# Радченское сельское поселение
Радченское сельское поселение — муниципальное образование Богучарского района Воронежской области России.
Административный центр — село Радченское.

## Население
| 2000  | 2005  | 2010  | 2012  | 2013  | 2014  | 2015  | 2016  | 2017  |
| ----- | ----- | ----- | ----- | ----- | ----- | ----- | ----- | ----- |
| 2730  | ↘2600 | ↘2526 | ↘2503 | ↗2506 | ↘2458 | ↘2430 | ↘2406 | ↗2430 |
| 2018  | 2019  | 2020  | 2021  |       |       |       |       |       |
| ↘2421 | ↘2385 | ↘2352 | ↘2344 |       |       |       |       |       |

## Населённые пункты
В состав поселения входят:
- село Радченское,
- село Криница,
- хутор Дядин,
- хутор Кравцово,
- село Травкино.